# Sphaerophoria potentillae
Sphaerophoria potentillae là một loài ruồi trong họ Ruồi giả ong (Syrphidae). Loài này được Claussen mô tả khoa học đầu tiên năm 1984. Sphaerophoria potentillae phân bố ở vùng Cổ Bắc giới (Đan Mạch)